# Cerco ao supermercado kosher Hypercacher
Em 9 de janeiro de 2015, Amedy Coulibaly [en], armado com uma submetralhadora, um fuzil de assalto e duas pistolas Tokarev, invadiu e atacou um supermercado kosher Hypercacher em Porte de Vincennes, em Paris, na França. No local, Coulibaly assassinou quatro reféns judeus e manteve outros quinze reféns durante um cerco, no qual exigiu que os responsáveis pelo atentado ao Charlie Hebdo, os irmãos Kouachi, não fossem feridos. O cerco terminou quando a polícia invadiu o supermercado, matando Coulibaly. O atentado ao Charlie Hebdo havia ocorrido poucos dias antes, assim como a crise de reféns em Dammartin-en-Goële, na qual os dois atiradores do Charlie Hebdo foram encurralados.
Em 16 de dezembro de 2020, quatorze cúmplices dos ataques ao supermercado judaico e ao Charlie Hebdo, incluindo a ex-parceira de Coulibaly, Hayat Boumeddiene, foram condenados. Naquela data, três dos cúmplices, incluindo Boumeddiene, não haviam sido capturados e foram julgados à revelia.

## Crise de reféns
Em 9 de janeiro de 2015, Amedy Coulibaly, que havia jurado lealdade ao Estado Islâmico, atacou o supermercado de alimentos kosher Hypercacher em Porte de Vincennes, no leste de Paris. Ele assassinou quatro pessoas, todas judeus, e fez vários reféns. Alguns meios de comunicação afirmaram que ele tinha uma cúmplice, inicialmente especulada como sua companheira, Hayat Boumeddiene.
Coulibaly foi posteriormente confirmado como o atirador em um tiroteio em Montrouge no dia anterior, onde assassinou uma policial municipal, Clarissa Jean-Philippe.
Uma testemunha relatou: "As pessoas estavam comprando quando um homem entrou com um fuzil e começou a atirar em todas as direções. Eu saí correndo. Os disparos continuaram por vários segundos." Coulibaly gravou sete minutos do ataque com uma câmera GoPro acoplada ao seu torso e enviou uma cópia da filmagem por e-mail usando um computador no supermercado. O vídeo incluía a morte de três das vítimas.
Em uma entrevista à BFMTV durante o impasse, Coulibaly afirmou que atacou os judeus no supermercado kosher para defender muçulmanos, especialmente palestinos. Graças a uma linha de telefone móvel deixada aberta acidentalmente, o diálogo de Coulibaly com os reféns foi gravado e transcrito pela RTL. Coulibaly disse que sua ação era uma vingança pelas ações do governo sírio e contra as ações da coalizão ocidental no Mali, Iraque e Afeganistão.
Yohan Cohen, de 22 anos, e Yoav Hattab, de 21 anos, foram considerados heróis pelos outros reféns, pois foram mortos por Coulibaly enquanto tentavam dominá-lo e libertar os demais reféns na loja. Coulibaly teria abandonado uma de suas armas, que havia travado, em um balcão ao entrar na loja. Após Coulibaly ameaçar um cliente com uma criança pequena no início do ataque, Cohen, um funcionário, tentou pegar a arma abandonada com a ajuda de Hattab para neutralizar Coulibaly. Quando a arma defeituosa travou novamente nas mãos de Cohen, Coulibaly atirou na cabeça dele e, em seguida, matou Hattab. As outras vítimas do ataque, François-Michel Saada e Philippe Braham, também teriam resistido imediatamente a Coulibaly.
Lassana Bathily, um funcionário de origem malinesa e muçulmano, também foi aclamado como herói na crise de reféns por esconder pessoas do atirador e auxiliar a polícia após sua fuga. Durante a crise, Bathily ajudou a esconder reféns em um contêiner refrigerado no porão. Ele tentou ligar para a polícia, mas a linha estava ocupada, então contatou um amigo, o francês Dennis Mercier, que alertou as autoridades ao chamar um policial. Quando Coulibaly abriu fogo na loja, matando Cohen, Hattab, Saada e Braham e fazendo reféns, Bathily levou quinze pessoas para o contêiner refrigerado no porão. Ele conseguiu escapar sozinho usando o elevador do prédio. Ao sair da loja, foi imediatamente algemado e preso pela polícia, que o suspeitou de envolvimento no ataque. Ele foi liberado após uma hora e meia e forneceu uma chave para abrir as persianas metálicas da loja.
Coulibaly estava em contato com os irmãos Kouachi durante o desenrolar dos cercos, e disse à polícia que mataria reféns se os irmãos fossem feridos. Escolas próximas foram colocadas em lockdown, e negócios judaicos locais foram fechados por precaução.
Em 2015, vários reféns processaram a mídia francesa por sua cobertura, em particular o canal de notícias 24 horas BFMTV. O advogado do grupo, Patrick Klugman, afirmou que a cobertura colocou a vida dos reféns em risco ao revelar a câmara frigorífica como um de seus esconderijos.

## Intervenção policial
Tudo permaneceu relativamente calmo até que, subitamente, quatro granadas de efeito moral explodiram em quatro locais por volta das 17h09, horário local. Policiais fortemente armados avançaram para o local enquanto reforços chegavam. Eles cercaram a loja, com Coulibaly disparando tiros para o ar. Alguém abriu as persianas e portas automáticas do supermercado, o que levou a polícia a invadir a loja, atirando e matando Coulibaly, que antes disparou contra a polícia e correu em direção à entrada para atacá-los. Ao pular, a polícia abriu fogo e o matou. Pelo menos quatro explosões foram ouvidas, todas de granadas de efeito moral lançadas pela polícia. Reféns foram vistos correndo para fora, um deles com uma criança nos braços, enquanto ambulâncias chegavam à área.
Quinze reféns foram resgatados. Várias pessoas, incluindo dois policiais, ficaram feridas durante o incidente. O presidente francês François Hollande e um procurador confirmaram posteriormente que quatro pessoas foram mortas por Coulibaly ao iniciar a tomada de reféns. Explosivos ligados a um detonador foram encontrados ao redor da loja. Bathily forneceu informações sobre a loja para auxiliar a polícia.

O supermercado Hypercacher, um dia após a crise de reféns
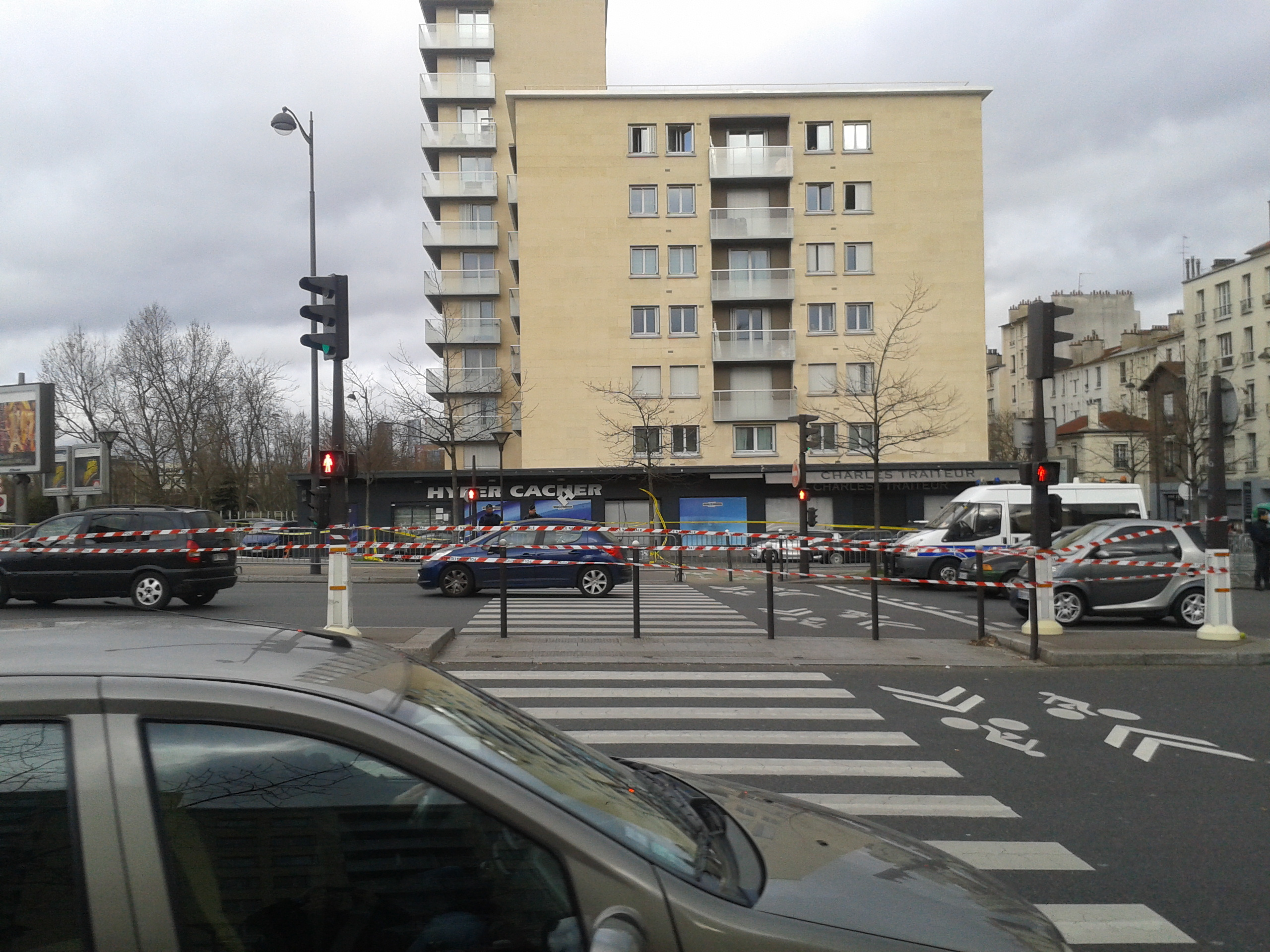
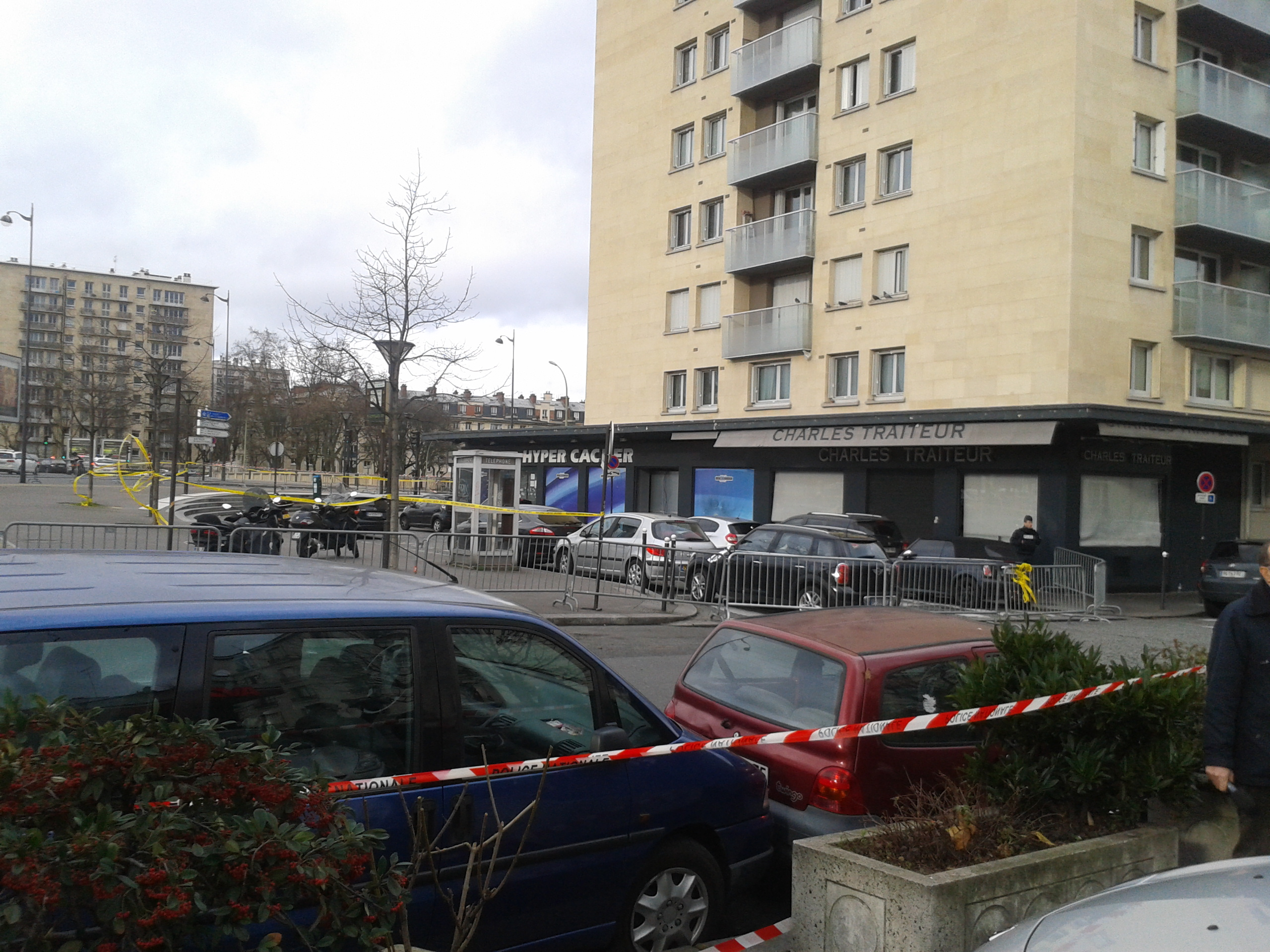
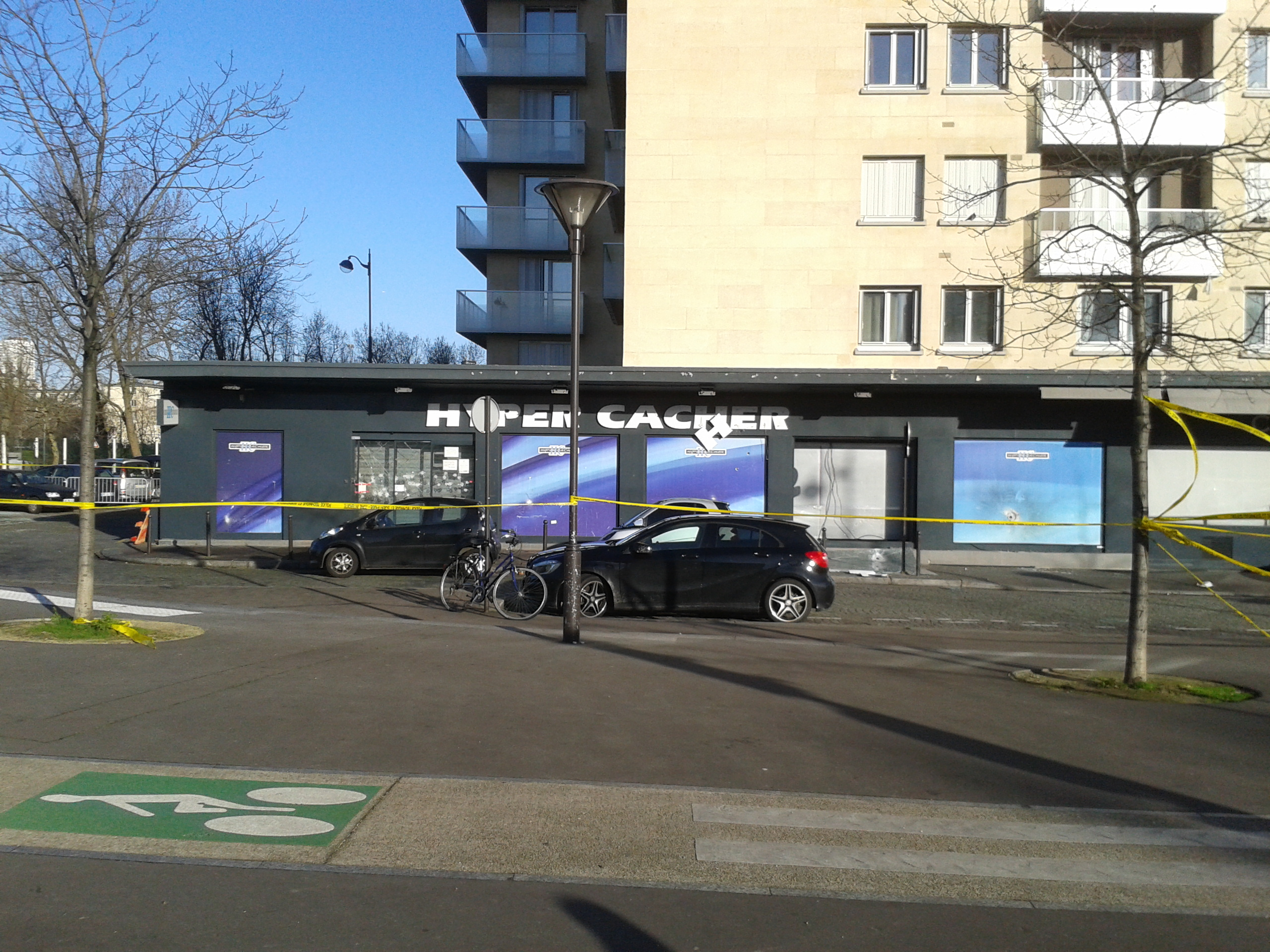

## Vítimas

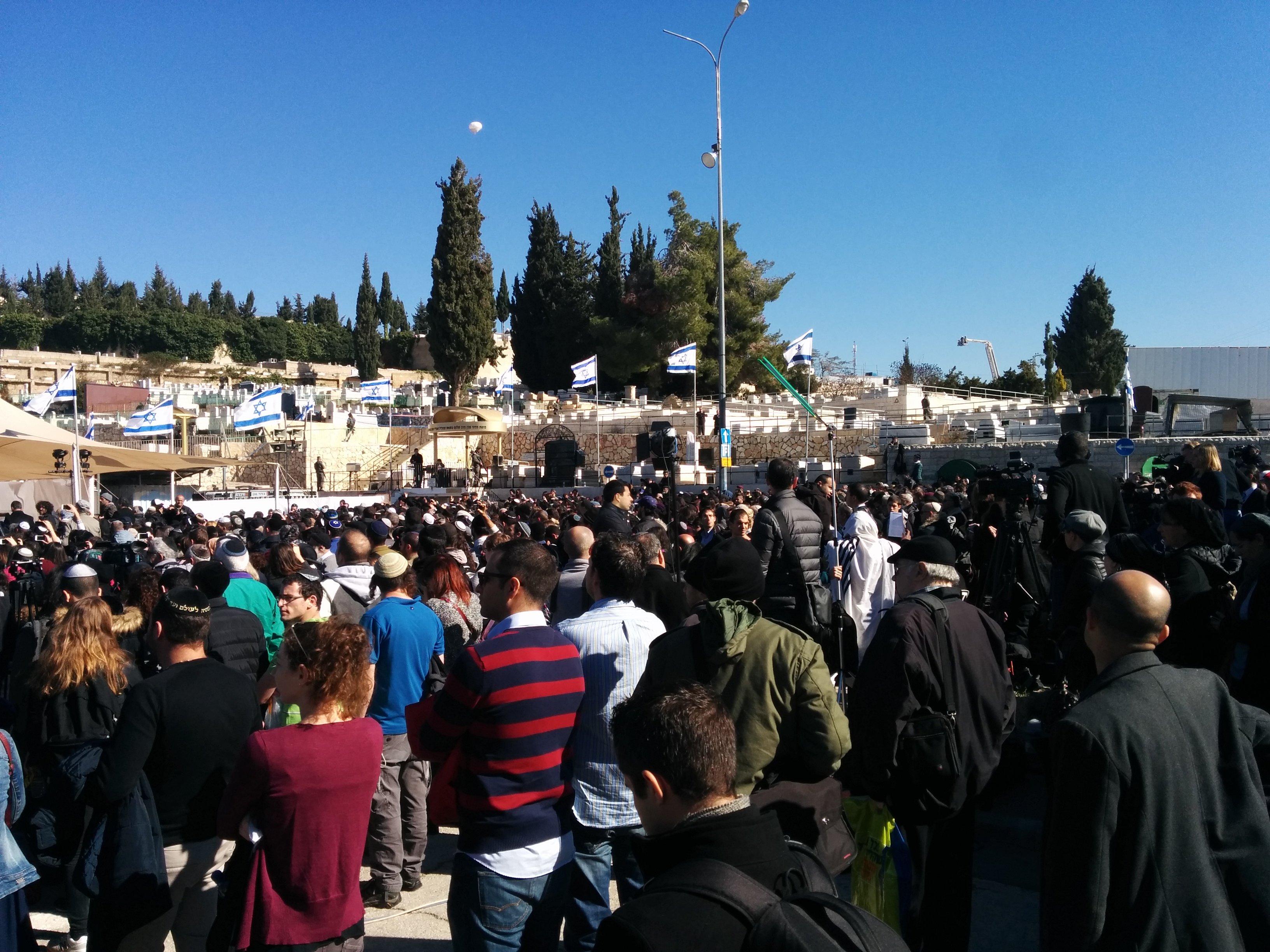
Funeral em Jerusalém para as quatro vítimas judias assassinadas

- Philippe Braham, 45 anos, executivo de vendas de TI[34]
- Yohan Cohen, 22 anos, estudante de economia e funcionário do Hypercacher[35]
- Yoav Hattab, 21 anos, estudante universitário tunisiano[36]
- François-Michel Saada, 64 anos, aposentado.[37]

As vítimas receberam postumamente a Legião de Honra da República Francesa. Por iniciativa do governo israelense, e após alguma pressão sobre as famílias, foi decidido que elas seriam sepultadas no cemitério Givat Shaul, em Jerusalém, em 13 de janeiro de 2015. O funeral contou com a presença de milhares de pessoas, algumas segurando cartazes com as frases "Je suis juif" ou "Je suis Israelien", acompanhados de fotos das quatro vítimas. Durante a cerimônia, o primeiro-ministro israelense Benjamin Netanyahu, o presidente de Israel Reuven Rivlin e a ministra francesa de Ecologia Ségolène Royal fizeram breves discursos. Royal declarou: "O antissemitismo não tem lugar na França. Quero assegurar a vocês a determinação inabalável do governo francês em combater todas as formas e atos de antissemitismo."

## Reações

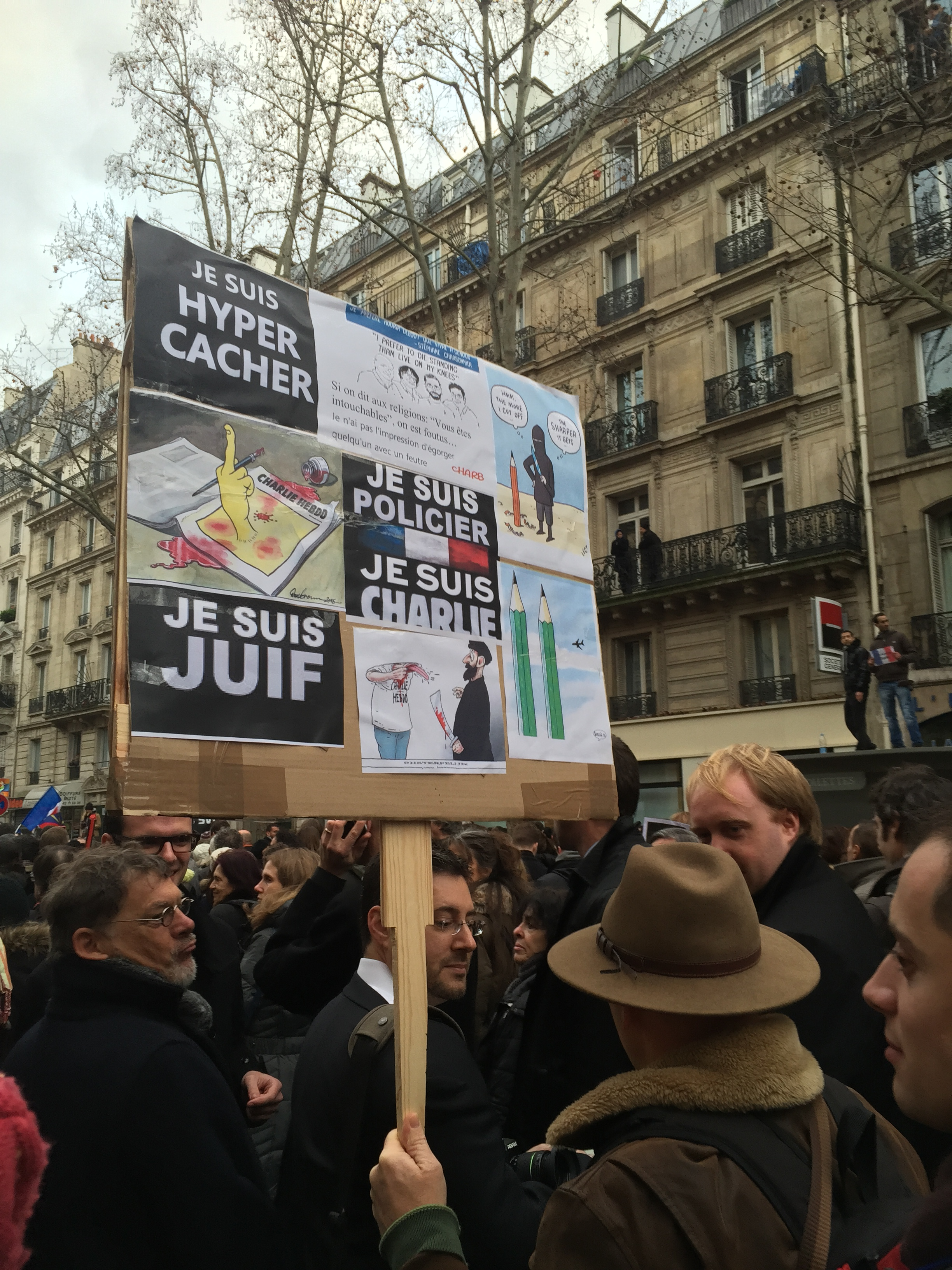
Marchas em memória do cerco em 11 de janeiro de 2015

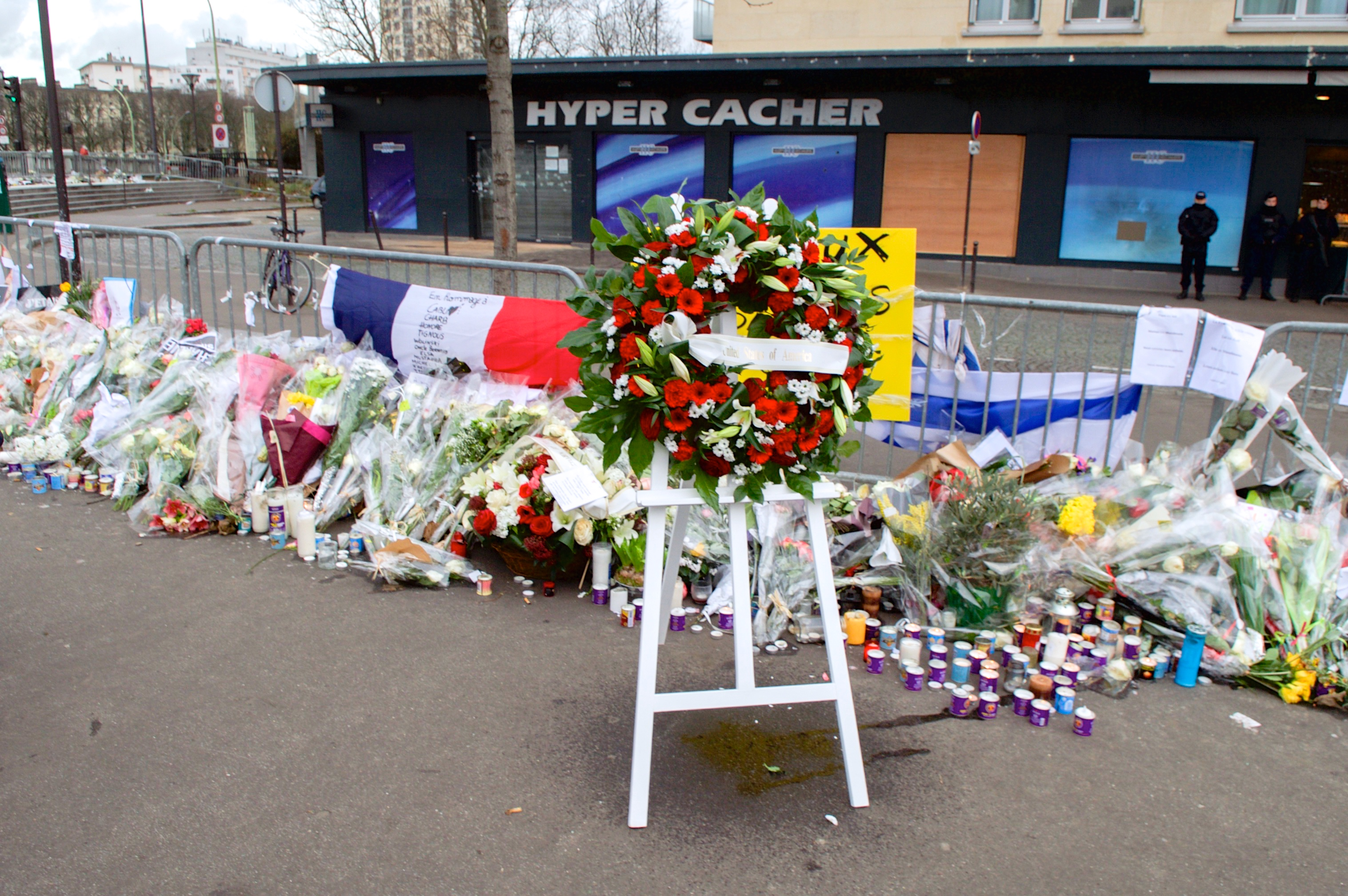
Coroas de flores depositadas por figuras públicas, como John Kerry, do lado de fora do supermercado

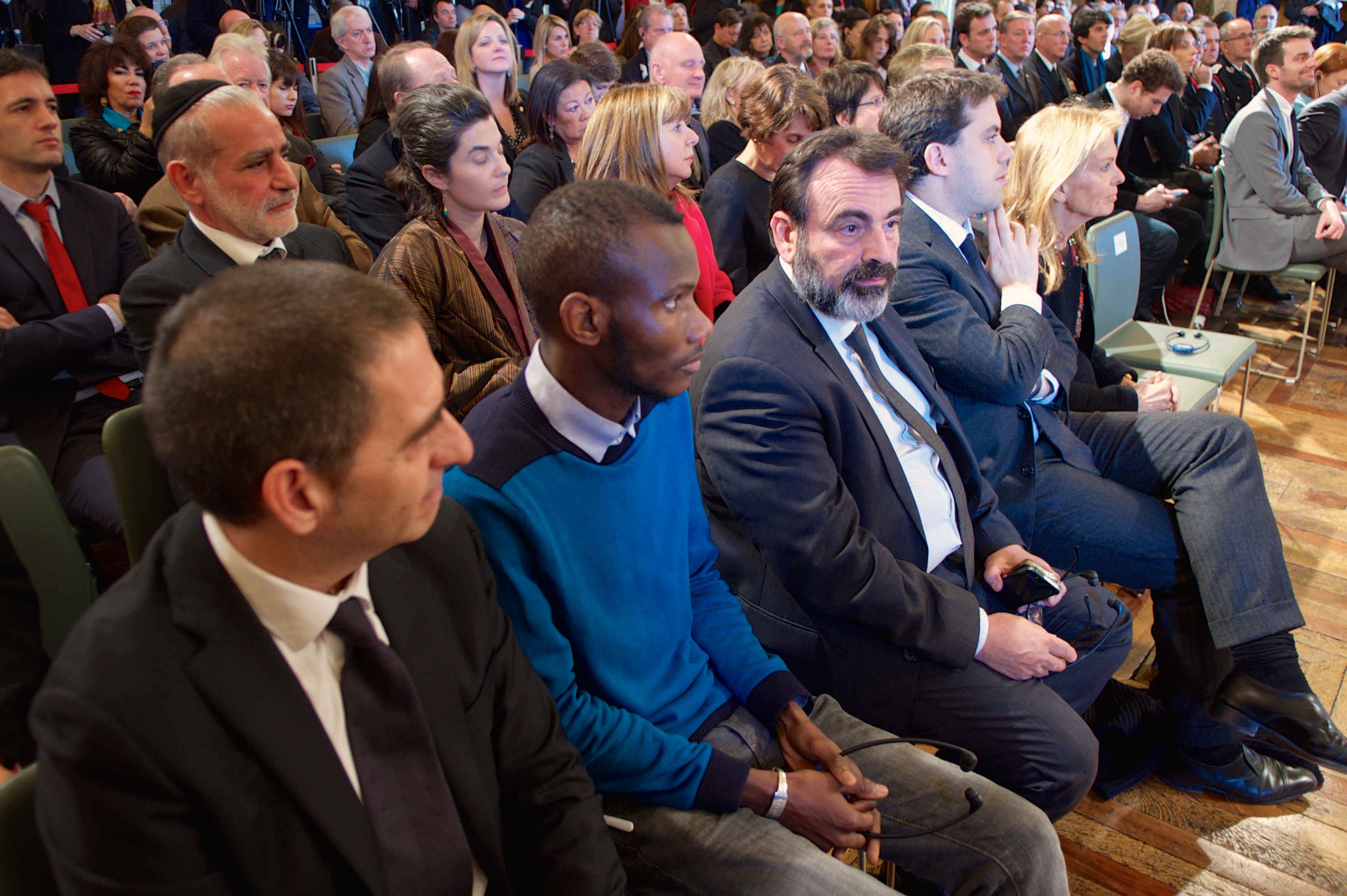
Lassana Bathily sendo homenageado por John Kerry

O presidente François Hollande descreveu o evento como um "ato terrível de antissemitismo". O ministro das Relações Exteriores de Israel, Avigdor Lieberman, emitiu uma declaração dizendo que os ataques "não foram apenas contra o povo francês ou judeus franceses, mas contra todo o mundo livre. Esta é mais uma tentativa das forças obscuras do islamismo radical de desencadear horror e terror no Ocidente. Toda a comunidade internacional deve se manter firme e determinada diante desse terror."

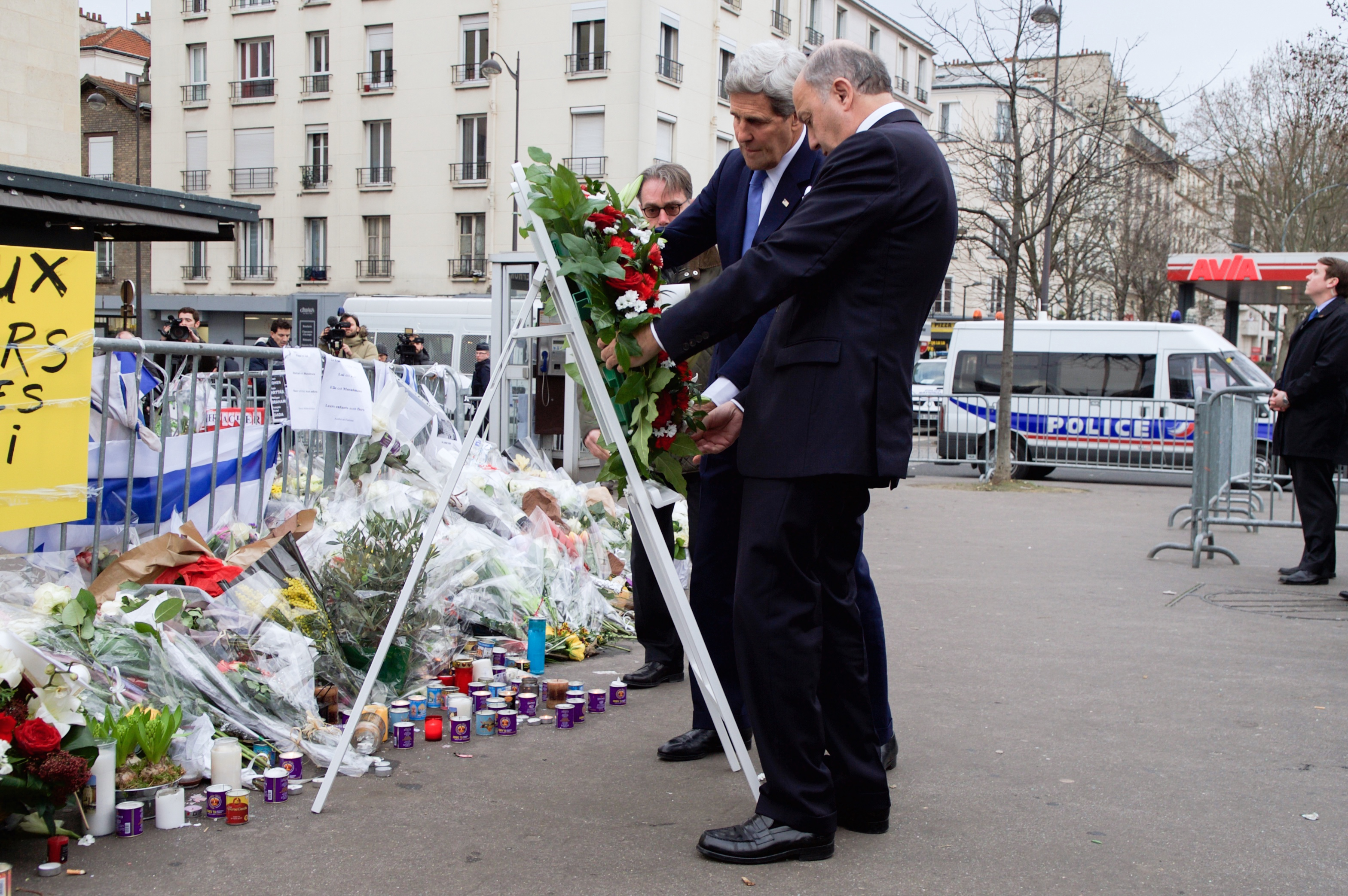
O Secretário de Estado dos EUA, John Kerry, e o Ministro das Relações Exteriores da França, Laurent Fabius, depositando coroas de flores no local

O Hamas condenou oficialmente o ataque ao Charlie Hebdo, mas permaneceu em silêncio sobre o ataque ao Hypercacher. O líder palestino Mahmoud Abbas participou das Marchas Republicanas em 11 de janeiro de 2015.
A página do Facebook da publicação "Al-Rasalah" elogiou os atacantes. Segundo o Arutz Sheva, a publicação é ligada ao Hamas.
Lassana Bathily, um funcionário muçulmano da loja que se mudou do Mali para a França em 2006, foi aclamado como "herói", título que ele mesmo rejeitou. O primeiro-ministro israelense, Benjamin Netanyahu, expressou sua apreciação pelas ações de Bathily. Bathily recebeu a cidadania francesa por suas ações de salvar vidas. Em 20 de janeiro de 2015, em uma cerimônia especial em Paris, ele recebeu seu passaporte diretamente do primeiro-ministro francês, Manuel Valls, com a presença do ministro do Interior, Bernard Cazeneuve. Uma petição também foi iniciada para conceder-lhe a Legião de Honra. Em 24 de março de 2015, em uma cerimônia em Los Angeles, ele recebeu a Medalha de Valor do Simon Wiesenthal Center.
O gerente do supermercado kosher, Patrice Oalid, de 39 anos, que foi baleado no braço durante o ataque, anunciou que se mudaria para Israel.
O comediante e ativista político francês Dieudonné [en] comparou-se a Amedy Coulibaly no Facebook, comentando que "me sinto como Charlie Coulibaly". Como resultado, ele foi detido e interrogado pela polícia francesa. Além disso, o procurador de Paris iniciou uma investigação legal devido à sua suposta "defesa do terrorismo". O primeiro-ministro francês, Manuel Valls, declarou: "Racismo, antissemitismo e defesa do terrorismo são crimes", acrescentando que "não se deve confundir liberdade de opinião com antissemitismo". Além disso, o ministro do Interior, Bernard Cazeneuve, classificou o comentário de Dieudonné como "desprezível". O Conselho Representativo das Instituições Judaicas da França (CRIF) também denunciou o comentário de Dieudonné e pediu que os teatros franceses o impedissem de se apresentar.
O presidente dos Estados Unidos, Barack Obama, expressou profunda preocupação com "um grupo de fanáticos violentos e cruéis que decapitam pessoas ou atiram aleatoriamente em um grupo de pessoas em uma delicatessen em Paris". Alguns comentaristas criticaram a descrição de Obama do ataque como "aleatório", argumentando que isso minimizava o papel do antissemitismo. Um repórter perguntou à porta-voz do governo, Jen Psaki: "Se um cara entra em um mercado kosher e começa a atirar, ele não está procurando budistas, está?"

### Consequências
O ministro do Interior francês, Bernard Cazeneuve, compareceu à reabertura do mercado em 15 de março.

## Julgamento de 2020
Em 16 de dezembro de 2020, um tribunal francês condenou 14 cúmplices dos três atacantes por crimes que variam de financiamento ao terrorismo a participação em uma organização criminosa relacionada aos ataques. No entanto, três foram condenados à revelia, incluindo Hayat Boumeddiene, ex-parceira de Coulibaly. Boumeddiene foi condenada por financiamento ao terrorismo e por pertencer a uma rede criminosa terrorista, recebendo uma sentença de 30 anos de prisão.